# Coniopteryx ujhelyii
Coniopteryx ujhelyii là một loài côn trùng trong họ Coniopterygidae thuộc bộ Neuroptera. Loài này được Sziráki miêu tả năm 1992.